# Швајна
Швајна (њем. Schweina) општина је у њемачкој савезној држави Тирингија. Једно је од 61 општинског средишта округа Вартбург. Према процјени из 2010. у општини је живјело 2.950 становника. Посједује регионалну шифру (AGS) 16063069.

## Географски и демографски подаци
Швајна се налази у савезној држави Тирингија у округу Вартбург. Општина се налази на надморској висини од 305 метара. Површина општине износи 16,4 km². У самом мјесту је, према процјени из 2010. године, живјело 2.950 становника. Просјечна густина становништва износи 180 становника/km².

## Међународна сарадња
| Мјесто      | Држава    | Врста сарадње | Од    |
| ----------- | --------- | ------------- | ----- |
|             | Француска | партнерство   | 1992. |
| Мислаковице | Пољска    | партнерство   | .     |
| Извор       |           |               |       |